# Super Bowl XLIX

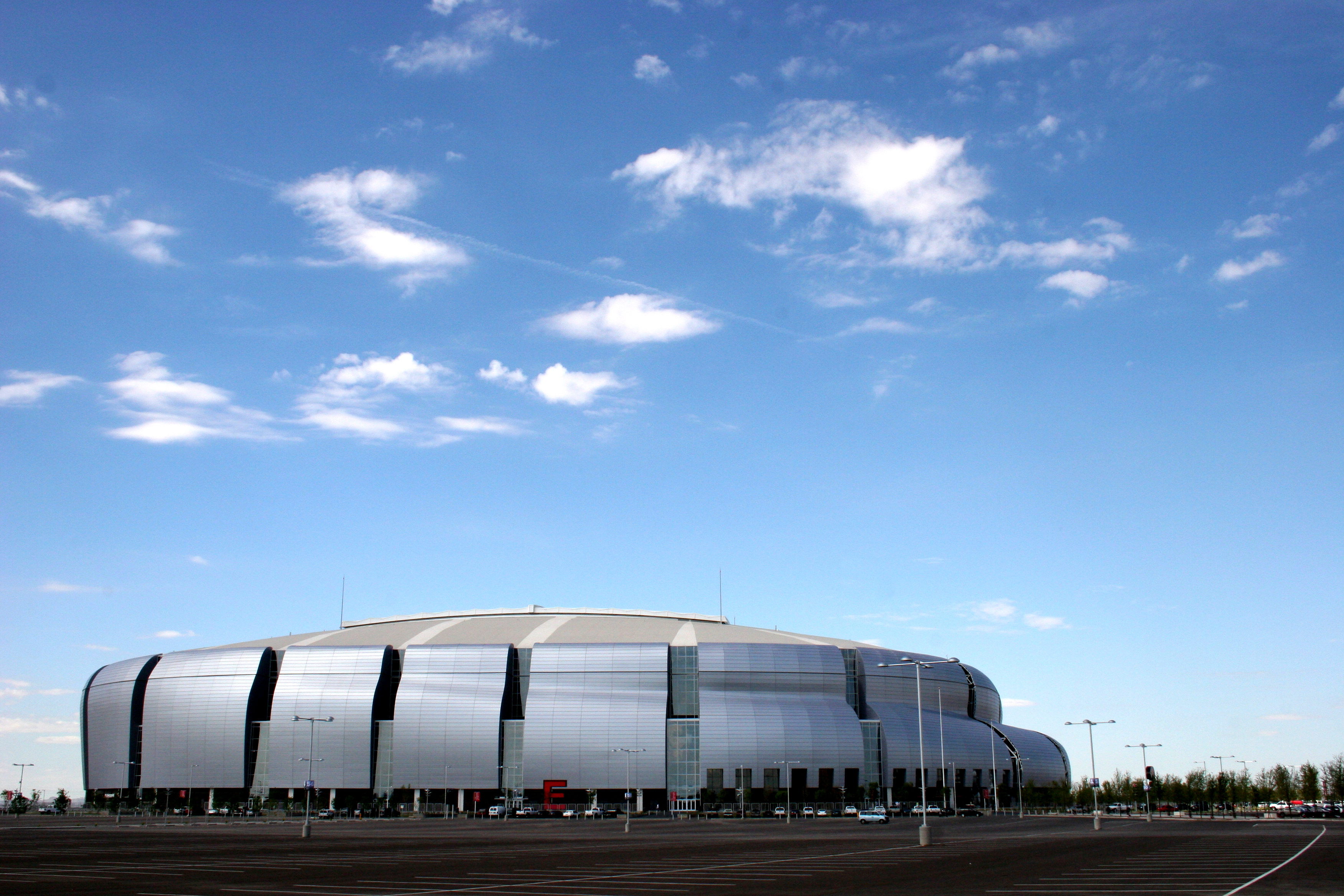
O estádio University of Phoenix Stadium, onde o jogo aconteceu.

O Super Bowl XLIX foi a 49.ª edição do Super Bowl, evento que representa a grande final da National Football League (a liga profissional de futebol americano dos Estados Unidos) e aconteceu no dia 1 de fevereiro de 2015 no University of Phoenix Stadium, em Glendale, Arizona, tendo o New England Patriots como o campeão da temporada de 2014 da NFL. A cidade-sede e o estádio foram anunciados em 2011. Inicialmente, a NFL pretendia mandar o jogo em Kansas City, mas os Chiefs desistiram após não conseguir as aprovações necessárias para renovar o Arrowhead Stadium. Como parte do novo acordo de rede NFL, a rede de televisão NBC foi a emissora oficial do jogo. A partida foi disputada entre o New England Patriots, campeão da AFC, e o Seattle Seahawks, campeão da NFC. Os Seahawks se tornavam o primeiro time desde os próprios Patriots em 2005 a aparecer dois anos seguidos no Super Bowl, sendo campeões vigentes no retorno. Os Patriots acabaram vencendo o jogo por 28 a 24, com Tom Brady sendo nomeado o MVP ("Jogador Mais Valioso") da noite. Foi o quarto título do time de Massachusetts, todos sob o técnico Bill Belichick e a liderança de Brady, que com seu terceiro MVP igualou o recorde de Joe Montana.
A vitória dos Patriots foi o seu quarto título na era do Super Bowl e o primeiro desde o Super Bowl XXXIX em 2004 dez anos antes. Eles terminaram a temporada regular com doze vitórias e quatro derrotas na sua oitava aparição no Super Bowl, o que empatou o então recorde do Dallas Cowboys e do Pittsburgh Steelers, e a sexta da parceria Bill Belichick e Tom Brady. Já os Seahawks, liderados por sua defesa conhecida como "Legion of Boom", também teve uma campanha de doze vitórias no ano e estavam no seu terceiro Super Bowl, buscando seu segundo título seguido após vencer o Super Bowl XLVIII no ano anterior. Como os atuais campeões, os Seahawks buscavam ser o primeiro time a vencer dois Super Bowls seguidos desde os Patriots de 2004. Pela segunda temporada seguida, os times de melhor campanha em cada conferência se classificaram para o Super Bowl.
O Super Bowl XLIX teve um placar apertado durante quase todo o jogo, se mantendo perto de uma posse de bola até que Seattle abriu uma liderança de dez pontos no placar no terceiro período. New England respondeu marcando quatorze pontos seguidos para assumir a liderança por 28 a 24 faltando um pouco mais de dois minutos. O jogo se tornou notório justamente por sua última jogada, onde Seatle tinha a posse de bola na linha de uma jarda de New England. Embora tivesse um dos melhores corredores da liga, Marshawn Lynch, o técnico Pete Carroll optou por passar a bola e o quarterback Russell Wilson acabou sendo interceptado nos segundos finais pelo cornerback Malcolm Butler. Esta jogada acabou sendo considerada uma das mais importantes da história do Super Bowl, numa boa execussão da defesa dos Patriots e uma decisão muito ruim pelos Seahawks. Brady, que havia estabelecido um novo recorde do Super Bowl com 37 passes completados, foi nomeado o MVP do Super Bowl pela terceira vez na carreira, empatando a melhor marca da liga que pertencia a Joe Montana. Dois anos mais tarde, Brady passaria esta marca ao vencer o Super Bowl LI.
O show do intervalo ficou a cargo da cantora Katy Perry, acompanhada pelo músico Lenny Kravitz e pela rapper Missy Elliot.
A transmissão da NBC do Super Bowl XLIX permanece como o evento televisivo mais assistido da emissora e na história dos Estados Unidos. O jogo atraiu uma média de 114,4 milhões de telespectadores nos Estados Unidos durante toda a partida, alcançando um pico de mais de 120 milhões de espectadores no último quarto do jogo. Este jogo é considerado um dos melhores  Super Bowls de todos os tempos. A interceptação final de Butler foi considerada uma das 100 maiores jogadas na história da liga pelo site NFL.com, sendo a mais bem avaliada jogada defensiva da lista.

## Resumo das pontuações
| 1.º Quarto |           |
| – | –         |
| 2.º Quarto |           |
| NE – touchdown de recepção de 11 jardas por Brandon LaFell em um passe de T. Brady (ponto extra bem sucedido, por Gostkowski), 4:10 | NE 7–0    |
| SEA – touchdown terrestre de Marshawn Lynch (ponto extra bem sucedido, por Hauschka), 2:16                                          | 7–7       |
| NE – touchdown de recepção de 22 jardas por Rob Gronkowski em um passe de T. Brady (ponto extra bem sucedido, por Gostkowski), 1:15 | NE 14–7   |
| SEA – touchdown de recepção de 11 jardas por Chris Matthews em um passe de R. Wilson (ponto extra bem sucedido, por Hauschka), 0:02 | 14–14     |
| 3.º Quarto |           |
| SEA – Field goal de 27 jardas por Hauschka, 3:51                                                                                    | SEA 17–14 |
| SEA – touchdown de recepção de 3 jardas por Doug Baldwin em um passe de R. Wilson (ponto extra bem sucedido, por Hauschka), 3:13    | SEA 24–14 |
| 4.º Quarto |           |
| NE – touchdown de recepção de 4 jardas por Danny Amendola em um passe de T. Brady (ponto extra bem sucedido, por Gostkowski), 4:15  | SEA 24–21 |
| NE – touchdown de recepção de 3 jardas por Julian Edelman em um passe de T. Brady (ponto extra bem sucedido, por Gostkowski), 4:50  | NE 24–28  |
| Final: New England Patriots 28 x 24 Seattle Seahawks                                                                                |           |